# Pilobolus
Pilobolus é um género de fungos que normalmente desenvolve-se em excrementos de herbívoros. O seu esporângio é o objecto mais rápido do planeta terra.

## Ciclo de vida
O ciclo de vida de Pilobolus inicia-se com um esporângio preto que caiu em um substrato vegetal, aderindo-se ao mesmo através da camada gelatinosa que o envolve. Um animal herbívoro ao ingerir o substrato, sem o saber, ingere também o esporângio. O esporângio de Pilobolus sobrevive à passagem pelo tracto gastrointestinal do herbívoro e emerge com o excremento. Uma vez no exterior do seu hospedeiro, os esporos no interior do esporângio germinam e desenvolve-se um micélio no excremento. Mais tarde, o fungo frutifica, produzindo mais esporos.
A estrutura frutífera assexual (o esporangióforo) das espécies de Pilobolus é singular. Consiste de um “pé” transparente que se eleva acima do excremento terminando numa vesícula subesporangial. Em cima desta, desenvolve-se um esporângio preto. O esporangióforo tem a capacidade notável de se orientar de forma a apontar directamente para uma fonte de luz. A vesícula subesporangial funciona como uma lente, focando a luz por meio de pigmentos carotenóides depositados próximo da sua base. O esporangióforo em desenvolvimento cresce de tal forma que o esporângio em maturação é apontado directamente à luz.
Quando a pressão de turgor no interior da vesícula subesporangial aumenta até a um nível suficiente (frequentemente 7 atm ou superior) o esporângio é lançado, podendo viajar distâncias que vão de poucos centímetros a dois metros, sofrendo uma aceleração inicial superior a 20 000 g, um feito impressionante para um esporangióforo com menos de 1 cm de altura. A orientação do “pé” em direcção à luz, garante aparentemente que o esporângio é lançado a alguma distância do excremento, aumentando a probabilidade de que se fixe à vegetação e seja ingerido por um novo hospedeiro.
Outra adaptação interessante de Pilobolus é o facto de o esporângio estar coberto de cristais de oxalato de cálcio. Além de servirem de mecanismo protector, a sua natureza hidrofóbica leva o esporângio a dobrar-se em direcção à sua base pegajosa após aterrar numa gota de orvalho, permitindo assim que se fixe a uma planta cultivada artificialmente, mas apenas quando o meio de crescimento é suplementado com alguma forma de ferro quelatado ou com excremento de herbívoro esterilizado.
O mecanismo de descarga forçada de Pilobolus é aproveitado por nemátodes parasitas como os do género Dictyocaulus. Larvas de nemátodes excretadas por veados, cavalos ou bovinos infectados (entre outros hospedeiros) trepam os esporangióforos de Pilobolus e são lançados com o esporângio. Completam o seu ciclo de vida quando eles o seu vector Pilobolus são ingeridos por um novo hospedeiro.
- Este artigo foi inicialmente traduzido, total ou parcialmente, do artigo da Wikipédia em inglês cujo título é «Pilobolus», especificamente desta versão.